# Quyền động vật

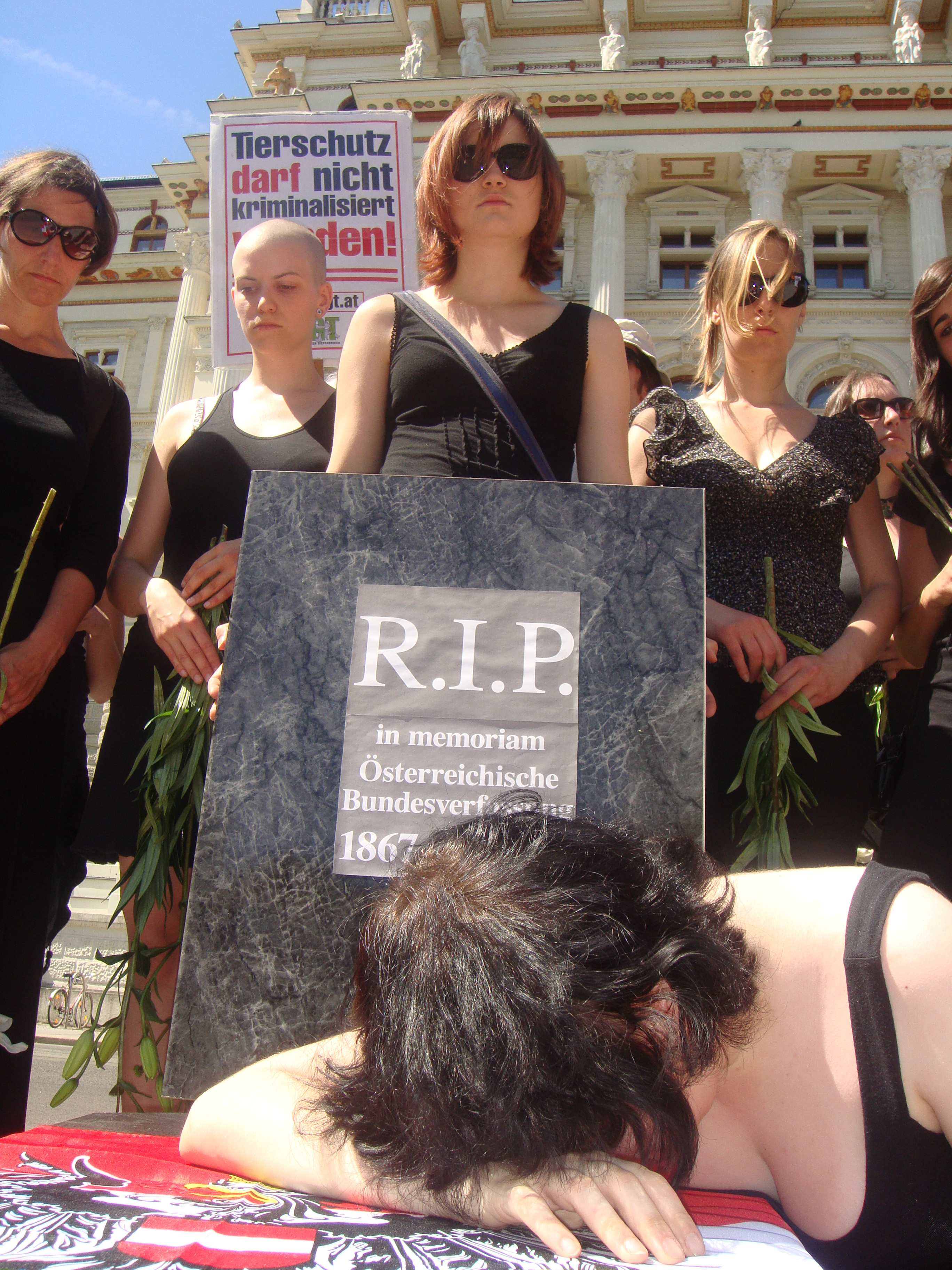
Đấu tranh cho quyền động vật ở Áo

Quyền động vật, còn được gọi là sự giải phóng động vật, là ý tưởng cho rằng các quyền lợi cơ bản nhất của động vật nên nhận được quan tâm như các quyền lợi tương tự của con người. Những người ủng hộ tiếp cận vấn đề từ các quan điểm triết học khác nhau, nhưng đều đồng ý rằng động vật nên được xem như là thể nhân không phải con người và là thành viên của cộng đồng đạo đức, và không nên được sử dụng như thực phẩm, quần áo, đối tượng nghiên cứu, hoặc giải trí. Họ cho rằng con người nên thôi coi các sinh vật có tri giác là tài sản, ngay cả khi tài sản được đối xử tử tế.
Ý tưởng về các quyền trao cho động vật nhận được sự ủng hộ của các học giả pháp lý như Alan Dershowitz và Laurence Tribe của Trường Luật Harvard, trong khi luật sư Clayton Ruby Toronto trong năm 2008 cho rằng phong trào quyền động vật đã đạt được quy mô như phong trào LGBT có được vào thời điểm 25 năm trước. Pháp luật động vật được giảng dạy tại 119 trong số 180 trường luật ở Hoa Kỳ, trong tám trường đại học luật tại Canada, và thường xuyên được giảng dạy trong các trường đại học triết học hoặc các khoá học về luân lý thực hành.

## Hình ảnh

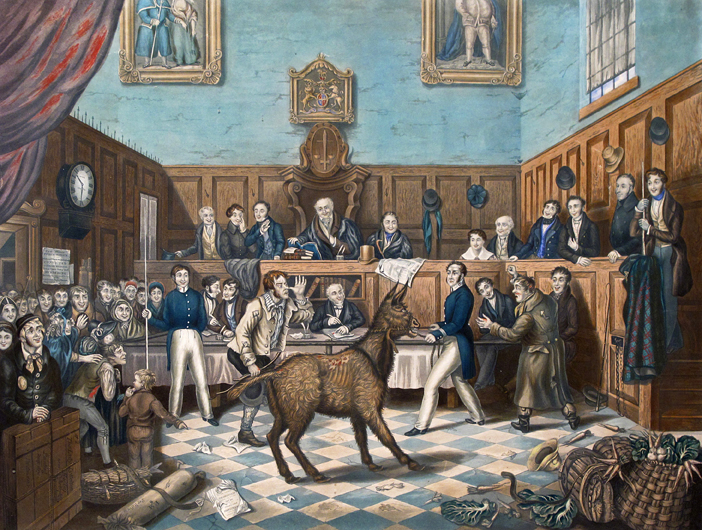
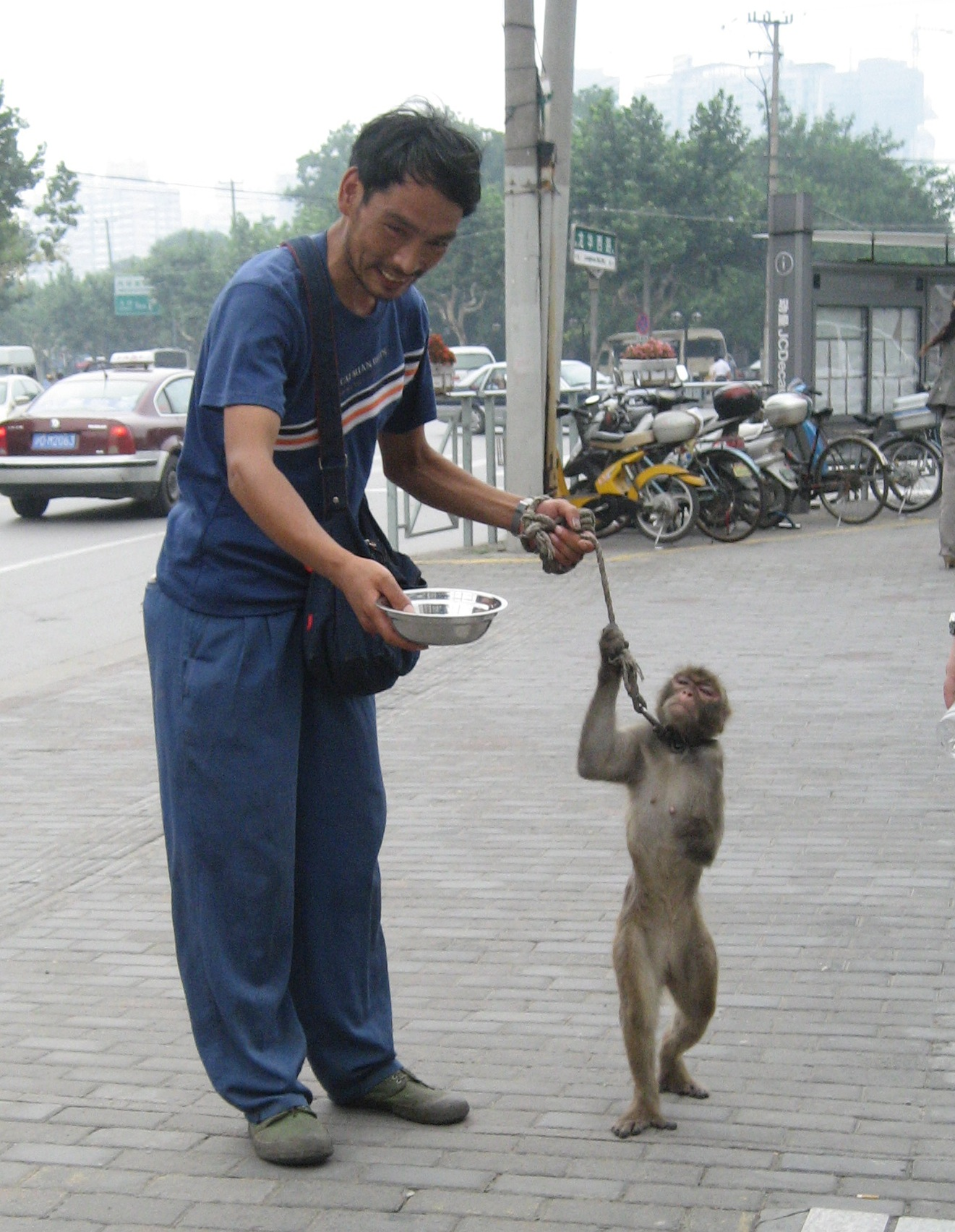
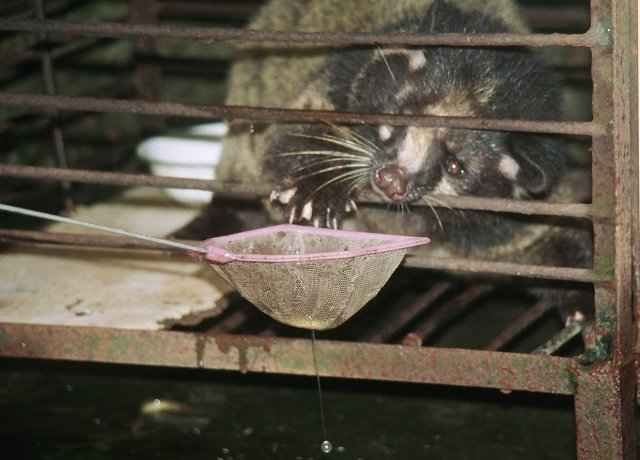